# Mijn Tent is Top
Mijn Tent is Top was een Nederlands televisieprogramma dat in 2007-2009 uitgezonden werd op zowel RTL 5 en RTL 4. In het programma gingen vier koppels in vier steden de strijd aan voor hun ultieme droom: een eigen horeca-onderneming. De uiteindelijke winnaar kon zijn restaurant schuldenvrij voortzetten en kreeg daarnaast nog een geldbedrag. 
Het programma was gebaseerd op My Restaurant Rules, een Australische reeks met hetzelfde concept.

## Seizoen 1
Het eerste seizoen van het programma was van 16 januari tot en met 10 april 2007 te zien op RTL 5. In de steden Amsterdam, Rotterdam, 's-Hertogenbosch en Leeuwarden begonnen de koppels met een leeg pand en een concept voor een toptent. De eerste weken werd er verbouwd, gezocht naar personeel en werden inkopen gedaan. De koppels mochten geen eigen geld gebruiken. In de afleveringen acht en tien vielen de eerste twee koppels af. De koppels die afvielen werden gekozen door een jury onder leiding van Herman den Blijker. Nadat de zaken openden konden de kijkers zelf gaan eten en werd bepaald welke tent het beste liep en het populairst was. De laatste aflevering werd rechtstreeks uitgezonden. De kijkers konden in die aflevering stemmen per SMS of telefoon.

### De koppels
| Naam            | Leeftijd | Geboorteplaats | Restaurant       | Plaats           | Resultaat           |
| --------------- | -------- | -------------- | ---------------- | ---------------- | ------------------- |
| Sven Uijttewaal | 25       | Leiderdorp     | Coquille         | 's-Hertogenbosch | Winnaar             |
| Geertje Klijn   | 23       | Breda          | Coquille         | 's-Hertogenbosch | Winnaar             |
| Frank           | 31       | Leeuwarden     | Doozo            | Leeuwarden       | Verliezend finalist |
| Frieda          | 30       | Leeuwarden     | Doozo            | Leeuwarden       | Verliezend finalist |
| Richard         | 29       | Bussum         | Suisse Brasserie | Amsterdam        | Afgevallen          |
| Weruschca       | 35       | Glostrup (DNK) | Suisse Brasserie | Amsterdam        | Afgevallen          |
| Marc            | 34       | Rotterdam      | Como 010         | Rotterdam        | Afgevallen          |
| Dave            | 28       | Den Haag       | Como 010         | Rotterdam        | Afgevallen          |

's-Hertogenbosch en Rotterdam zijn ten onder gegaan in een faillissement. Amsterdam heeft Suisse in 2008 verkocht. Doozo bestaat anno 2020 nog. 

### De jury
De koppels werden beoordeeld door een jury onder leiding van horecagoeroe Herman den Blijker, die besliste welke twee koppels er als eerste afvielen. Tijdens de laatste live-uitzending bepaalde de kijker welke onderneming de uiteindelijke winnaar werd.
| Naam               | Functie/beroep                 | Bedrijf               |
| ------------------ | ------------------------------ | --------------------- |
| Alexander Koch     | Trade marketing manager        | Heineken              |
| Denise Mooij       | Chef-kok en restauranteigenaar | Quartier Sud          |
| Henk Renkema       | Directeur                      | Postbank Zakelijk     |
| Casper Reinders    | Horecaondernemer               | Jimmy Woo, Vuong, Noa |
| Herman den Blijker | Chef-kok en restauranteigenaar | De Engel Groep        |

## Seizoen 2
Vanaf 5 februari 2008 werd het tweede seizoen van Mijn Tent is Top uitgezonden op RTL 4. Dit keer stonden de restaurants in de steden Breda, Den Haag, Enschede en Groningen.

### De koppels
| Naam        | Leeftijd | Geboorteplaats | Restaurant    | Plaats    | Resultaat           |
| ----------- | -------- | -------------- | ------------- | --------- | ------------------- |
| Jasper      | 31       | Eindhoven      | Flinstering   | Breda     | Winnaar             |
| René        | 32       | Woerden        | Flinstering   | Breda     | Winnaar             |
| Bart-Willem | 38       | Almelo         | Bij Jansen    | Groningen | Verliezend Finalist |
| Sandra      | 36       | Groningen      | Bij Jansen    | Groningen | Verliezend Finalist |
| Jacqueline  | 31       | Vlaardingen    | Choix du Chef | Den Haag  | Afgevallen          |
| Stephan     | 30       | Weert          | Choix du Chef | Den Haag  | Afgevallen          |
| Gina        | 31       | Amsterdam      | Mangú         | Enschede  | Afgevallen          |
| Max         | 33       | Amsterdam      | Mangú         | Enschede  | Afgevallen          |

Den Haag, Enschede en Groningen zijn aan een faillissement ten onder gegaan.

### De jury
| Naam               | Functie/beroep                 | Bedrijf        |
| ------------------ | ------------------------------ | -------------- |
| Jean Beddington    | Chef-kok en restauranteigenaar | Beddingtons    |
| Daniël de Jonge    | Regiomanager horeca            | Heineken       |
| Henk Renkema       | Directeur                      | ING Zakelijk   |
| Herman den Blijker | Chef-kok en restauranteigenaar | De Engel Groep |

#### Gastjurylid
Telkens wanneer de kandidaten voor de jury verschijnen is er een gastjurylid. Dit is iemand die vooral expertise bezit op het gebied van de opdracht van die week.

## Seizoen 3
Het derde seizoen van Mijn Tent is Top begon op dinsdag 24 februari 2009 op RTL 4. In de nieuwe serie probeerden horecakoppels hun droom, het starten van een eigen horecazaak, te verwezenlijken in Apeldoorn, Delft, Amersfoort en Maastricht.

### De koppels
| Naam     | Leeftijd | Geboorteplaats   | Restaurant    | Plaats     | Resultaat           |
| -------- | -------- | ---------------- | ------------- | ---------- | ------------------- |
| Rianne   | 27       | Anloo            | De Pastinaeck | Amersfoort | Winnaar             |
| Lie      | 25       | Woerden          | De Pastinaeck | Amersfoort | Winnaar             |
| George   | 45       | Den Haag         | Moodz         | Delft      | Verliezend finalist |
| Geoffrey | 45       | Den Haag         | Moodz         | Delft      | Verliezend finalist |
| Josua    | 31       | Zwolle           | Amiral        | Apeldoorn  | Afgevallen          |
| Lianne   | 28       | Goes             | Amiral        | Apeldoorn  | Afgevallen          |
| Bülent   | 26       | 's-Hertogenbosch | Golddelicious | Maastricht | Afgevallen          |
| Gül      | 24       | Ankara           | Golddelicious | Maastricht | Afgevallen          |

Apeldoorn en Maastricht zijn aan een faillissement ten onder gegaan.

### De jury
| Naam               | Functie/beroep                 | Bedrijf                   |
| ------------------ | ------------------------------ | ------------------------- |
| Denise Mooy        | Restauranteigenaar             | Quartier Sud              |
| Maud Meijboom      | National accountmanager        | Heineken                  |
| Henk Renkema       | Directeur marketing zakelijk   | ING Zakelijk              |
| Willem Reimers     | Hoteleigenaar/-oprichter       | Reimers Hotel Consultancy |
| Herman den Blijker | Chef-kok en restauranteigenaar | De Engel Groep            |

De jury beoordeelde de kandidaten aan de hand van zes punten: omgeving & sfeer, gastheerschap & service, productaanbod & kwaliteit, actieve verkoop, traffic/promotie en financiën.

## Trivia
- De winnaar van het eerste seizoen Restaurant Coquille is op dinsdag 9 oktober 2012 failliet verklaard, dit op eigen initiatief, van de eerste serie is Doozo uit Leeuwarden het langst open gebleven, maar ook deze heeft uiteindelijk haar deuren gesloten.
- Mangú en Choix du Chef zijn al geruime tijd gesloten, op 23 oktober 2012 heeft verliezend finalist Bij Jansen faillissement aangevraagd, Flinstering was toen het enige restaurant dat nog open is van seizoen twee. Flinstering is in 2015 verder gegaan als Latijns-Amerikaans grillrestaurant.
- Van seizoen drie zijn alleen de De Pastinaeck en Moodz nog open. Golddelicious en Amiral zijn gesloten. De Pastinaeck ging in 2015 over in Hop en Hen.[1] In september 2017 werd de zaak verkocht.[2]